# Corpiños en la Madrugada
| Críticas profissionais | Críticas profissionais |
| Avaliações da crítica  | Avaliações da crítica  |
| Fonte                  | Avaliação              |
| ---------------------- | ---------------------- |
| Allmusic               | [ 1 ]                  |

Corpiños en la Madrugada é uma demo-tape da banda de rock argentina Sumo. Foi gravado em outubro de 1983 nos "Estudios Del Jardín", e lançado em 30 de outubro de 1983, em cassete, com um selo independente. Além disso, ele contém músicas que seriam lançadas mais tarde em seus álbuns. Por esses 2 motivos, este álbum não é considerado o primeiro álbum da banda.
Foram gravados apenas 300 cópias, que eram vendidas nos shows da banda. Em 1992 o álbum foi reeditado em CD com o selo Silly Records.

## Faixas
Cassete de 1983
1. Night and Day - 5:53
2. Mejor no hablar (de ciertas cosas) (Letra: Indio Solari) - 5:30
3. Banderitas y globos - 3:20
4. Teléfonos que suenan en piezas vacias/Basura Blanca - 8:46
5. Una noche en New York City - 3:37
6. Divididos por la felicidad - 4:44
7. Quiero dinero - 2:51
8. F' you - 1:53
9. Disco Baby Disco - 2:44
10. Heroin 5:40

Re-edição em CD de 1992
1. Night and Day - 5:53
2. Mejor no hablar (de ciertas cosas) (Letra: Indio Solari) - 5:30
3. Banderitas y globos - 3:20
4. Teléfonos/White Trash - 8:46
5. Una noche en New York City - 3:37
6. Divididos por la felicidad - 4:44
7. Quiero dinero - 2:51
8. F'You - 1:53
9. Debede - 2:44
10. Breaking Away 5:18
11. Nextweek 5:13
12. Warm mist 6:48
13. Solo Piano 2:39

## Créditos
- Luca Prodan: Voz e guitarra.
- Germán Daffunchio: Guitarra.
- Diego Arnedo: Baixo, teclado em Warm Mist.
- Alejandro Sokol: Bateria, baixo em Warm Mist.
- Roberto Pettinato: Saxofone.
- Stephanie Nuttall: Bateria en Warm Mist

## Músicos Convidados
- Daniel Colombres: Percussão em "Breaking Away".

## Curiosidades
- Este álbum esta na lista "Mi Top Ten" do músico argentino Sergio Rotman, que foi um dos votantes da lista "los 100 mejores discos del rock argentino"[2].